# 翅子藤
翅子藤（学名：Loeseneriella merrilliana）为卫矛科翅子藤属的植物，为中国的特有植物。分布于中国大陆的广西、广东等地，生长于海拔300米至670米的地区，多生于山谷林中，目前尚未由人工引种栽培。